# Jang Livej
Jang Livej (poenostavljena kitajščina: 杨利伟; tradicionalna kitajščina: 楊利偉; pinjin: Yáng Lìwěi), kitajski častnik, vojaški pilot in astronavt, * 21. junij 1965, Suidžong, Huludao, Ljaoning, Kitajska.

## Življenjepis
Podpolkovnik Livej, pripadnik Ljudske osvobodilne armade, je bil prvi Kitajec, ki je poletel v vesolje.
15. oktobra 2003 je iz vesoljskega izstrelišča Džjučuana poletela nosilna raketa CZ-2F, ki je ponesla v vesolje ladjo z enočlansko posadko Šendžov 5. Ladja je v 21 urah in 25 minutah 14-krat obkrožila Zemljo in nato uspešno pristala.